# 6 Heures du Castellet 2012
Navigation
Édition précédente Édition suivante
Les 6 Heures du Castellet 2012, disputées le 1er avril 2012 sur le circuit Paul-Ricard, sont la dix-neuvième édition des 6 Heures du Castellet, la deuxième sur un format de six heures, et la première manche de l'European Le Mans Series 2012.

## Qualifications
Les premiers de chaque catégorie sont signalés en gras.
| Pos. | Classe  | Équipe                           | Pilote            | Temps    | Grille |
| ---- | ------- | -------------------------------- | ----------------- | -------- | ------ |
| 1    | LMP2    | No.46 Thiriet by TDS Racing      | Mathias Beche     | 1:48.171 | 1      |
| 2    | LMP2    | No.17 Status GP                  | Yelmer Buurman    | 1:48.482 | 2      |
| 3    | LMP2    | No.1 Greaves Motorsport          | Tom Kimber-Smith  | 1:48.882 | 3      |
| 4    | LMP2    | No.24 OAK Racing                 | Guillaume Moreau  | 1:48.977 | 4      |
| 5    | LMP2    | No.10 Pecom Racing               | Pierre Kaffer     | 1:49.068 | 5      |
| 6    | LMP2    | No.18 Murphy Prototypes          | Warren Hughes     | 1:49.122 | 6      |
| 7    | LMP2    | No.19 Sébastien Loeb Racing      | Stéphane Sarrazin | 1:49.157 | 7      |
| 8    | LMP2    | No.38 JOTA                       | Sam Hancock       | 1:49.687 | 8      |
| 9    | LMP2    | No.11 Race Performance           | Michel Frey       | 1:50.193 | 9      |
| 10   | LMPC    | No.40 Boutsen Ginion Racing      | Massimo Vignali   | 1:55.338 | 10     |
| 11   | LMPC    | No.42 CURTIS Racing Technologies | Phil Keen         | 1:55.410 | 11     |
| 12   | GTE-Pro | No.83 JMB Racing                 | Jaime Melo        | 1:57.630 | 12     |
| 13   | GTE-Am  | No.75 Prospeed Competition       | Marc Goossens     | 1:58.388 | 13     |
| 14   | GTE-Am  | No.67 IMSA Performance Matmut    | Nicolas Armindo   | 1:58.428 | 14     |
| 15   | GTE-Pro | No.66 JMW Motorsport             | James Walker      | 1:58.517 | 15     |
| 16   | GTE-Am  | No.69 Gulf Racing                | Stuart Hall       | 1:58.532 | 16     |
| 17   | GTE-Am  | No.60 AF Corse                   | Marco Cioci       | 1:58.803 | 17     |
| 18   | GTE-Pro | No.61 Kessel Racing              | Philipp Peter     | 1:59.082 | 18     |
| 19   | GTE-Am  | No.99 JMB Racing                 | Alain Ferté       | 2:00.182 | 19     |
| 20   | LMP2    | No.44 Extrême Limite ARIC        | No Time           | No Time  | 20     |
| 21   | LMP2    | No.45 Boutsen Ginion Racing      | No Time           | No Time  | 21     |

## Course

### Classement de la course
Voici le classement officiel au terme de la course.
- - vainqueurs de chaque catégorie
- Pour la colonne Pneus, il faut passer le curseur au-dessus du modèle pour connaître le manufacturier de pneumatiques.

| Pos. | Classe    | N° | Équipe                     | Pilotes                                            | Chassis                   | Pneus | Tours |
| Pos. | Classe    | N° | Équipe                     | Pilotes                                            | Moteur                    | Pneus | Tours |
| ---- | --------- | -- | -------------------------- | -------------------------------------------------- | ------------------------- | ----- | ----- |
| 1    | LMP2      | 46 | Thiriet by TDS Racing      | Pierre Thiriet Mathias Beche                       | Oreca 03                  | D     | 189   |
| 1    | LMP2      | 46 | Thiriet by TDS Racing      | Pierre Thiriet Mathias Beche                       | Nissan VK45DE 4.5 L V8    | D     | 189   |
| 2    | LMP2      | 19 | Sébastien Loeb Racing      | Nicolas Marroc Stéphane Sarrazin Nicolas Minassian | Oreca 03                  | D     | 188   |
| 2    | LMP2      | 19 | Sébastien Loeb Racing      | Nicolas Marroc Stéphane Sarrazin Nicolas Minassian | Nissan VK45DE 4.5 L V8    | D     | 188   |
| 3    | LMP2      | 17 | Status GP                  | Alexander Sims Dean Sterling Yelmer Buurman        | Lola B12/80               | D     | 188   |
| 3    | LMP2      | 17 | Status GP                  | Alexander Sims Dean Sterling Yelmer Buurman        | Judd-BMW HK 3.6 L V8      | D     | 188   |
| 4    | LMP2      | 1  | Greaves Motorsport         | Alex Brundle Tom Kimber-Smith Lucas Ordoñez        | Zytek Z11SN               | D     | 188   |
| 4    | LMP2      | 1  | Greaves Motorsport         | Alex Brundle Tom Kimber-Smith Lucas Ordoñez        | Nissan VK45DE 4.5 L V8    | D     | 188   |
| 5    | LMP2      | 11 | Race Performance           | Michel Frey Jonathan Hirschi Ralph Meichtry        | Oreca 03                  | D     | 186   |
| 5    | LMP2      | 11 | Race Performance           | Michel Frey Jonathan Hirschi Ralph Meichtry        | Judd-BMW HK 3.6 L V8      | D     | 186   |
| 6    | LMP2      | 24 | OAK Racing                 | Jacques Nicolet Guillaume Moreau Dominik Kraihamer | Morgan LMP2               | D     | 185   |
| 6    | LMP2      | 24 | OAK Racing                 | Jacques Nicolet Guillaume Moreau Dominik Kraihamer | Judd-BMW HK 3.6 L V8      | D     | 185   |
| 7    | LMP2      | 10 | Pecom Racing               | Luís Pérez Companc Pierre Kaffer Gianmaria Bruni   | Oreca 03                  | D     | 183   |
| 7    | LMP2      | 10 | Pecom Racing               | Luís Pérez Companc Pierre Kaffer Gianmaria Bruni   | Nissan VK45DE 4.5 L V8    | D     | 183   |
| 8    | LMPC      | 42 | CURTIS Racing Technologies | Phil Keen John Hartshorne Alex Kapadia             | Oreca FLM09               | M     | 177   |
| 8    | LMPC      | 42 | CURTIS Racing Technologies | Phil Keen John Hartshorne Alex Kapadia             | Chevrolet LS3 6.2 L V8    | M     | 177   |
| 9    | LMGTE Pro | 66 | JMW Motorsport             | Jonny Cocker James Walker                          | Ferrari 458 Italia GT2    | D     | 176   |
| 9    | LMGTE Pro | 66 | JMW Motorsport             | Jonny Cocker James Walker                          | Ferrari 4.5 L V8          | D     | 176   |
| 10   | LMGTE Pro | 83 | JMB Racing                 | Jaime Melo Marco Frezza                            | Ferrari 458 Italia GT2    | M     | 176   |
| 10   | LMGTE Pro | 83 | JMB Racing                 | Jaime Melo Marco Frezza                            | Ferrari 4.5 L V8          | M     | 176   |
| 11   | LMGTE Am  | 75 | Prospeed Competition       | Marc Goossens Maxime Soulet                        | Porsche 911 GT3 RSR (997) | M     | 175   |
| 11   | LMGTE Am  | 75 | Prospeed Competition       | Marc Goossens Maxime Soulet                        | Porsche 4.0 L Flat-6      | M     | 175   |
| 12   | LMP2      | 44 | Extrême Limite ARIC        | Fabien Rosier Philippe Thirion                     | Norma M200P               | D     | 175   |
| 12   | LMP2      | 44 | Extrême Limite ARIC        | Fabien Rosier Philippe Thirion                     | Judd-BMW HK 3.6 L V8      | D     | 175   |
| 13   | LMP2      | 38 | JOTA                       | Sam Hancock Simon Dolan                            | Zytek Z11SN               | D     | 174   |
| 13   | LMP2      | 38 | JOTA                       | Sam Hancock Simon Dolan                            | Nissan VK45DE 4.5 L V8    | D     | 174   |
| 14   | LMGTE Am  | 67 | IMSA Performance Matmut    | Anthony Pons Nicolas Armindo Raymond Narac         | Porsche 911 GT3 RSR (997) | M     | 174   |
| 14   | LMGTE Am  | 67 | IMSA Performance Matmut    | Anthony Pons Nicolas Armindo Raymond Narac         | Porsche 4.0 L Flat-6      | M     | 174   |
| 15   | LMGTE Pro | 61 | Kessel Racing              | Michał Broniszewski Philipp Peter                  | Ferrari 458 Italia GT2    | D     | 174   |
| 15   | LMGTE Pro | 61 | Kessel Racing              | Michał Broniszewski Philipp Peter                  | Ferrari 4.5 L V8          | D     | 174   |
| 16   | LMGTE Am  | 99 | JMB Racing                 | Alain Ferté Philippe Illiano                       | Ferrari 458 Italia GT2    | M     | 172   |
| 16   | LMGTE Am  | 99 | JMB Racing                 | Alain Ferté Philippe Illiano                       | Ferrari 4.5 L V8          | M     | 172   |
| 17   | LMGTE Am  | 69 | Gulf Racing                | Roald Goethe Stuart Hall                           | Aston Martin Vantage GT2  | D     | 160   |
| 17   | LMGTE Am  | 69 | Gulf Racing                | Roald Goethe Stuart Hall                           | Aston Martin 4.5 L V8     | D     | 160   |
| 18   | LMGTE Am  | 60 | AF Corse                   | Piergiuseppe Perazzini Marco Cioci Matt Griffin    | Ferrari 458 Italia GT2    | M     | 144   |
| 18   | LMGTE Am  | 60 | AF Corse                   | Piergiuseppe Perazzini Marco Cioci Matt Griffin    | Ferrari 4.5 L V8          | M     | 144   |
| Abd  | LMPC      | 40 | Boutsen Ginion Racing      | Thomas Dagoneau Jean-Marc Merlin Massimo Vignali   | Oreca FLM09               | M     | 111   |
| Abd  | LMPC      | 40 | Boutsen Ginion Racing      | Thomas Dagoneau Jean-Marc Merlin Massimo Vignali   | Chevrolet LS3 6.2 L V8    | M     | 111   |
| Abd  | LMP2      | 18 | Murphy Prototypes          | Warren Hughes Jody Firth Luca Moro                 | MG-Oreca 03               | D     | 64    |
| Abd  | LMP2      | 18 | Murphy Prototypes          | Warren Hughes Jody Firth Luca Moro                 | Nissan VK45DE 4.5 L V8    | D     | 64    |
| Abd  | LMP2      | 45 | Boutsen Ginion Racing      | Bastien Brière Jack Clarke (en) Sébastien Buemi    | Oreca 03                  | D     | 27    |
| Abd  | LMP2      | 45 | Boutsen Ginion Racing      | Bastien Brière Jack Clarke (en) Sébastien Buemi    | Nissan VK45DE 4.5 L V8    | D     | 27    |